# Foukenau
Foukenau är ett berg i Mikronesiens federerade stater. Det ligger i kommunen Tonoas och delstaten Chuuk, i den västra delen av landet, 700 km väster om huvudstaden Palikir. Toppen på Foukenau är 247 meter över havet.